# Арапаима
Арапаима, или гигантская арапаима, или бразильская арапаима, или гигантская арапа́йма, или арапайма, или пираруку, или пураруку, или пайче (лат. Arapaima gigas) — тропическая пресноводная лучепёрая рыба из семейства аравановых отряда араванообразных. Из-за своей архаичной морфологии считается живым ископаемым.

## Происхождение названия
Научное название этого вида Arapaima gigas происходит от названия арапаима, так называют эту рыбу гвианские индейцы, и латинского gigas — «гигантская», бразильские индейцы называют её пираруку, что означает «красная рыба», из-за красновато-оранжевого цвета мяса и ярко-красных пятен на чешуе и непарных плавниках.

## Описание
Одна из самых крупных пресноводных рыб мира, длина обычно до 2 м, но отдельные особи достигают 3 м, а по неподтверждённым данным встречались особи 4,6 м в длину, максимальный зарегистрированный вес составил 200 килограммов. Тело удлинённое, сжатое с боков, покрытое очень крупной рельефной чешуёй, голова вытянутая, покрыта костными пластинками, сверху сильно уплощена, рот широкий верхний, брюхо закруглённое. Спинной и анальный плавники довольно длинные, спинной находится в задней части тела на хвостовом стебле непосредственно над анальным, вместе с хвостовым плавником и очень широким и сжатым с боков хвостовым стеблем они образуют эффективное «весло», придающее арапаиме мощное ускорение в момент нападения на добычу. Грудные плавники расположены очень низко у самого брюха. Окраска передней части тела буровато-оливковая с зеленовато-сизым отливом, на уровне начала непарных плавников плавно переходит в красноватую и к хвосту усиливается до тёмно-красной. Хвост с широкой тёмной каймой. На жаберных крышках также бывает красный цвет. Мясо красновато-оранжевое. На языке находятся острые костные зубы, которые вместе с нёбными зубами служат для удержания и измельчения добычи. Самец стройнее и ярче самки.

## Ареал и места обитания
Распространена в Южной Америке в бассейне реки Амазонки на территории Бразилии, Гайаны и Перу. Обитает в густо заросших водяной растительностью заводях рек и озёр, в болотах и других пойменных водоёмах, в воде с температурой +25…+29 °C, pH = 6,0—6,5 и жёсткостью dH = 10°. В течение сухого сезона населяет озёра и реки, во время сезона дождей переселяется в затопленные пойменные леса. Придонная рыба.
Ископаемые остатки арапаимы или очень похожего на неё вида рыб были найдены в Колумбии в районе реки Магдалена и относятся к миоцену.

## Образ жизни
Хищник, питается в основном рыбой, а также при случае другими мелкими животными, включая птиц. Охотится преимущественно у поверхности воды. Арапаима может дышать атмосферным воздухом, благодаря ткани, пронизанной густой сетью кровеносных сосудов, похожей на лёгочную ткань, которая выстилает глотку и плавательный пузырь, имеющий ячеистое строение и выполняющий функцию дополнительного органа дыхания. Это приспособление развилось вследствие малого содержания кислорода в водах Амазонки. Таким образом, арапаима может переживать засуху, заглатывая воздух и зарываясь в ил и песок болот. Всплывает к поверхности за воздухом каждые 5—20 минут, звук заглатываемого арапаимой воздуха слышен на большом расстоянии.
Половозрелой становится на 5-м году жизни, длина впервые нерестящихся рыб составляет от 160—170 до 210—215 см. Нерест в апреле-мае. Размножается на неглубоких местах с чистой водой и песчаным дном, в котором строит гнездо, выкапывая ямку шириной 50—80 см и глубиной 15—20 см. В это гнездо самка откладывает икру, икринки крупные. Находясь над кладкой, самец тщательно охраняет икру и молодь, которая выклёвывается через 36—48 часов. В это время самка тщательно патрулирует 10—15 метровую зону вокруг гнезда. После выклева личинки первое время держатся возле головы самца и питаются особым белым веществом, которое выделяется специальными железами, расположенными позади его глаз. Мальки растут очень быстро и через неделю после рассасывания желточного мешка становятся хищниками. В среднем за месяц они прибавляют 5 см (от 2,5 до 7,5 см). При выращивании в аквариумах в Германии при постоянной температуре воды +23 °C через 10 месяцев мальки достигали средней массы 1700 г, при максимальной массе 2500 г. Арапаима, жившая в чикагском аквариуме, за 5 лет выросла почти на 1,5 м: с 20 до 160 см.

## Охрана
Один из наиболее ценных промысловых видов рыб Южной Америки, часто вылавливается с помощью сетей и гарпунов, поэтому экземпляры длиной более 2 метров в настоящее время встречаются редко, особенно в густонаселённых районах Амазонии. В некоторых областях распространения промысел запрещён. Внесена в Приложение II CITES.

## Содержание в неволе
Арапаима является объектом промышленного рыбоводства, была интродуцирована в водоёмы Таиланда и Малайзии, довольно часто содержится в зоопарках, крупных публичных и любительских аквариумах разных стран мира.
Содержат арапаиму в больших демонстрационных аквариумах и бассейнах объёмом более 1000 л при температуре воды +22…+28 °C, pH = 6,0—7,5 и жёсткости воды dH = 2—15 °Ж. Вода активно аэрируется, фильтруется и подменяется. Часто вместе с арапаимой содержат высокотелых рыб других видов. В неволе живёт до 10 лет.
|                                                       |  |  |
| Слева направо: 1 — голова; 2, 3 — общий вид арапаимы; |  |  |

| |  |  |  |  |
| 4 — арапаима: вид сверху, 5 — вид спереди, 6 — вид сбоку; 7 — череп; 8 — марка Британской Гвианы 1954 года. |  |  |  |  |